# Путасу
Путасу́ (Micromesistius) — рід кісткових риб родини тріскових. До роду путасу належать два види: путасу північна (Micromesistius poutassou Risso, 1827) і путасу південна (Micromesistius australis Norman, 1937).
Харчується планктонними рачками і пелагічними мальками риб — світляних анчоусів, оселедця, тріски та інших видів. Статевозрілою путасу стає у віці від 1 до 4 років, коли досягає довжини 17-20 см, але зазвичай при дожині 23-26 см. Росте повільно і в віці 8-10 років довжина становить 30-35 см. 
Своєю чергою путасу входить до харчового ланцюга тріски, пікші та морських ссавців, таких як круглоголовий кит або кит гринда та звичайних дельфінів.
Розмножується ближче до екваторіальної області свого поширення, переважно над схилами відмілин, на глибині 180-300 метрів і глибше при температурі води 8-10°. Личинки і мальки зустрічаються на глибинах понад 1000 м. Молодняк поширюється на великі відстані океанічними течіями.

## Використання
Початок широкого промислового вилову риби путасу припадає на 70-і роки XX століття. За останні десятиліття в рибній індустрії країн Європи швидко зростає частка вилову цієї риби. За даними підрозділу ООН (Food and Agriculture Organization) у 2006 році путасу стала п’ятою промисловою рибою за обсягом вилову. В продаж риба надходить зазвичай в замороженому стані або як напівфабрикат. 
За смаком путасу нагадує мерлузу. Її використовують як столову рибу, варять, смажать та переробляють на фарш, а печінку консервують. Рибою підгодовують домашніх тварин, зокрема котів.

## Класифікація
Путасу північна (Micromesistius poutassou (Risso, 1827)) може досягати в довжину до 47 см, але зазвичай довжина її становить 30-35 см. Ареал - переважно в північно-східних водах Атлантичного океану від західної частини Середземного моря до Ісландії, Шпіцбергену та західної частини Баренцового моря.
Путасу південна (Micromesistius australis (Norman, 1937)) трохи більша розміром за північну, досягає в довжину 50-55 см і ваги 1-1,2 кг. Риба вгодованіша. Поширена у водах схилу Патагонського шельфу від Ла-Плати до Південних Оркнейських островів.